# Tyrannochthonius texanus
Tyrannochthonius texanus är en spindeldjursart som beskrevs av William B. Muchmore 1992. Tyrannochthonius texanus ingår i släktet Tyrannochthonius och familjen käkklokrypare. Inga underarter finns listade i Catalogue of Life.